# Later That Evening
Later That Evening è un album in studio del bassista e compositore tedesco Eberhard Weber, registrato nel marzo 1982 presso i Tonstudio Bauer di Ludwigsburg e pubblicato lo stesso anno.

## Accoglienza
La recensione su AllMusic di Scott Yanow assegna all'album un voto di quattro stelle su cinque, scrivendo che: «è una delle pubblicazioni della ECM più stimolanti di Weber, in parte per la vivace schiera di musicisti».

| Recensione | Giudizio |
| ---------- | -------- |
| AllMusic   | [ 1 ]    |

## Tracce
Tutte le composizioni di Eberhard Weber.
1. Maurizius – 8:11
2. Death in the Carwash – 16:39
3. Often in the Open – 11:35
4. Later That Evening – 6:37

## Formazione
- Eberhard Weber – contrabbasso
- Paul McCandless – sassofono soprano, oboe, corno inglese, clarinetto basso
- Bill Frisell – chitarra
- Lyle Mays – pianoforte
- Michael Di Pasqua – batteria, percussioni